# Aleksandër Peçi
Aleksandër Peçi (ur. 11 lipca 1951 w Tiranie) – albański kompozytor.

## Życiorys
W dzieciństwie uczył się gry na mandolinie w Domu Kultury w Sarandzie. W 1974 ukończył studia w Instytucie Sztuk w Tiranie, w klasie kompozycji, pod kierunkiem Çeska Zadei. Po studiach objął kierownictwo Pałacu Kultury w Përmecie, kontynuując naukę kompozycji w Amsterdamie. W 1979 objął kierownictwo artystyczne Narodowego Zespołu Pieśni i Tańca. Od 1986 poświęcił się komponowaniu, od 1992 wykłada w klasie kompozycji w Akademii Sztuk w Tiranie.
W jego dorobku znajdują się zarówno utwory symfoniczne, muzyka filmowa, a także utwory rozrywkowe. Skomponowany przez niego utwór Toka e Diellit (Kraina słońca) przyniósł zwycięstwo Frederikowi Ndoci na odbywającym się w 1989 w Tiranie Festiwalu Piosenki. W 2008 ukazała się płyta The Broken Song z wybranymi utworami kompozytora, wydana przez Labor Records.
W 1989 został uhonorowany przez władze Albanii tytułem Zasłużonego Artysty (alb. Artist i Merituar). Jest dyrektorem artystycznym międzynarodowego konkursu pianistycznego Pianodrom, odbywającego się corocznie w Tiranie.

## Dzieła
- 1976: Concerto for Piano and orchestra, nr 1
- 1979: Kecat dhe ujku, balet
- 1982: Concerto for Violoncello and orchestra
- 1985: Symfonia nr 1
- 1988: Symfonia nr 2
- 2000: Oira (opera)
- 2006: Etera ronda (muzyka elektroniczna)
- 2007: Piano concerto nr 2

## Muzyka filmowa
- 1976: Zakrwawiona ziemia
- 1977: Pomnik
- 1978: Generał Gramofon
- 1979: W naszym domu
- 1980: O każdej porze
- 1981: Jak wszyscy inni
- 1981: Kiedy kręcono film
- 1983: Sam wśród ludzi
- 1984: Kto umiera stojąc
- 1986: Trudny początek
- 1987: Koszule nasycone woskiem
- 1987: Niewidzialny świat
- 1998: Ślub Sako